# Vinye megállóhely
Vinye megállóhely egy vasúti megállóhely a GYSEV üzemeltetésében, a Győr-Moson-Sopron vármegyei Bakonyszentlászlón. A település délkeleti határszéle közelében helyezkedik el, a különálló Vinye településrész nyugati szélén, közúti elérését a Fenyőfőre vezető 83 118-as számú mellékútból keletnek kiágazó 83 311-es számú mellékút biztosítja.

## Áthaladó vasútvonalak
- Győr–Veszprém-vasútvonal (11)

## Kapcsolódó állomások
A megállóhelyhez az alábbi állomások vannak a legközelebb:
- Bakonyszentlászló vasútállomás (Győr–Veszprém-vasútvonal)
- Porva-Csesznek megállóhely (Győr–Veszprém-vasútvonal)

## Forgalom
| Járat        | Útvonal | Gyakoriság |
| ------------ | --- | ---------- |
| személyvonat | Győr – Győr-Gyárváros – Győrszabadhegy – Nyúl – Pannonhalma – Tarjánpuszta – Győrasszonyfa – Veszprémvarsány – Bakonygyirót – Bakonyszentlászló – Vinye – Porva-Csesznek – Zirc – Eplény – Veszprém | 2 óránként |

## Története
A megállóhely 1898. november 6-án létesült Sándormajor néven. 1910. májusától 1967 május 28-ig Vinyesándormajor volt a neve, s az utóbbi dátum óta viseli a mai nevét. A vonal 397-es szelvénykövénél helyezkedik el.
2002. október 10. előtt Veszprém megyéhez tartozott.